# Pachycephala nudigula
El silbador de Flores (Pachycephala nudigula) es una especie de ave paseriforme de la familia Pachycephalidae.

## Distribución geográfica y hábitat
Es endémica de las islas de Sumbawa y Flores. Sus hábitats naturales son los bosques tropicales isleños.

## Subespecies
Se reconocen las siguientes según IOC:
- P. n. ilsa: Sumbawa;
- P. n. nudigula: isla de Flores.